# Ultimate forward rate
De Ultimate Forward Rate (UFR) werd per 30 juni 2012 door De Nederlandsche Bank (DNB) als eerste voor verzekeraars in Nederland ingevoerd. Het is een berekende asymptoot na het laatste liquide punt in de swaptermijnmarkt. Het is aldus een onhaalbare risicovrije rekenrente voor langjarige contracten, waarin wegens de lange looptijd onvoldoende handel in bestaat. Een Nederlandstalige benaming zou kunnen worden: "De langstetermijnrente".
De Europese Commissie is met het Europees Parlement en de Europese Raad in overleg geweest om voor looptijden na 20 jaar deze langstetermijnrente verplicht Europees vast te stellen richting een convergentiepunt van 4,2%. De termijn van 20 jaar is niet onomstreden en er zijn deskundigen die voor 30 jaar pleiten. De onderbouwing van de 4,2% was gebaseerd op een historisch gemeten langetermijninflatie van 2% en een reële rente van 2,2%.
De Ultimate Forward Rate was bij de start de rente voor pensioenfondsen en verzekeraars waarmee de huidige waarde van hun toekomstige verplichtingen na 20 jaar moet worden herberekend. De UFR zal Europees deel uitmaken van de Solvency II-richtlijn en heeft invloed op de dekkingsgraad van pensioenfondsen en verzekeraars. Later zijn er aanpassingen op gekomen.

## Situatie in Nederland
Op 30 juni 2012 voerde DNB voor verzekeraars, in het kader van de Solvency II-richtlijn, het convergentiepunt voor deze ultimate forward rate van 4,2% in. Dit betekent echter niet dat de swaprente van de 60-jarige verplichting op 4,2% uitkomt. De 60-jarige rente steeg voor de verzekeraars van 2,5% naar 3,3% door deze ingreep. Het niveau van 4,2% fungeert als onbereikbare asymptoot. Indien de twintigjaarsrente ooit boven de 4,2% ligt wordt de asymptoot van de bovenzijde benaderd. Met de extreem lage huidige rentes klimt de UFR vanaf de onderkant naar de asymptoot, echter zonder zelfs maar in de buurt van de 4,2% te komen. De DNB heeft vooralsnog als convergentieniveau van de UFR de Europese 4,2% gekozen. Als laatst beschikbare betrouwbare swaprente-eindpunt is de 20 jaarsrente opgepikt en derhalve een convergentielooptijd richting het stabiele eindpunt gedurende 40 jaar.
Een identieke tegemoetkoming aan de Nederlandse pensioenfondsen bleef op 30 juni 2012 achterwege. Minister Henk Kamp was niet bereid een gelijk speelveld te behouden voor verzekeraars en pensioenfondsen. Het Actuarieel Genootschap schreef hierover op 23 augustus een brief aan Pieter Omtzigt, de Europese pensioenrapporteur. Op 24 september nam het kabinet maatregelen, waarin voor de pensioenfondsen de ultimate forward rate op eenzelfde manier werd verwerkt als bij de verzekeraars. Per 30 september werd de 60-jaarsrente voor verzekeraars en pensioenfondsen daadwerkelijk verhoogd van 2,4% naar 3,3%. Het renteniveau blijft dus in de gewijzigde berekeningsmethode nog erg ver van de onbereikbare asymptoot van 4,2%, van welk percentage de media ten onrechte steeds spreken. MSCI is in haar rapport gematigd positief over de DNB-ingreep. Op 3 oktober 2013 bracht DNB de technische invulling als verplichting voor de pensioenfondsen naar buiten. Aan het eind van elke maand stelt DNB de nieuwe percentages vast.

### Commissie UFR
Op 21 december 2012 stelde de Nederlandse regering de "Commissie UFR" in onder leiding van Theo Langejan, die voor 1 juli 2013 moet rapporteren over:
1. de hoogte van de UFR,
2. het punt op de curve waar de UFR-methode start, en
3. de extrapolatiemethode.[17][18][19]

Het advies werd 1 oktober openbaar gemaakt. Kabinet en DNB gaven gelijkertijd een reactie. DNB besloot tot 1 januari 2015 niets te veranderen in haar UFR-methodiek. Per die datum wil het kabinet de nieuwe rekenwijze van de Commissie UFR overnemen, welke commissie een eigen Nederlandse oplossing voorstaat los van de Europese EIOPA-voorschriften. De Commissie UFR verlaagde de asymptoot van 4,2% naar 3,9%. Maar omdat de asymptoothoogte afhankelijk wordt gesteld van marktontwikkelingen, is zelfs die 3,9%-asymptoot geen vastigheid meer. Het startpunt van de UFR blijft 20 jaar en het Laatste Liquide Punt (LLP) wordt op 50 jaar gezet.

### Nieuwe FTK per 2015
Bij de behandeling van het nieuwe FTK maakte de leden van de Tweede Kamer zich zorgen dat in 2016 de UFR-systematiek voor verzekeraars via Europese regels gunstiger zou worden dan in 2015 voor de nationale pensioenfondsen.
Het Kamerlid Henk Krol diende een verworpen motie in om het bevoordelen van verzekeraars boven de pensioenfondsen zoveel mogelijk te beperken. In de Eerste Kamer deed staatssecretaris Jetta Klijnsma op 17 december 2014 verdere toezeggingen op dit punt: "Totdat de Europese UFR van kracht wordt, zal de oude UFR gehanteerd worden." Op 6 maart 2015 besloot Eiopa de UFR-asymptoot voor verzekeraars op 4,2% te houden.

### DNB laat de vaste UFR zweven per 15 juli 2015
Op 14 juli 2015 maakte DNB plotsklaps bekend dat ze per 15 juli 2015 de verlaagde UFR uit het advies van de Commissie UFR zal implementeren. De UFR-asymptoot zakte op de dag van het besluit van 4,2% naar 3,3% door deze implementatie en is hiermee ook nog eens afhankelijk gemaakt van degerealiseerde 20-jaars forward rentes in de afgelopen 10 jaar. De disconteringsrente daalde voor 30 jaar naar 1,9% en voor 60 jaar naar 2,5%. De asymptoot van 3,3% wordt dus niet eens benaderd. Dit besluit verlaagde de dekkingsgraad met 3,5% van een gemiddeld pensioenfonds. Vooral pensioenfondsen met een jong deelnemersbestand werden hard getroffen. Inmiddels staat eind februari 2016 de 100-jaarsrente met deze verlaagde UFR-correctie op 2,5%. Volgens de OFS voorjaarsnota 2017 van DNB zal de UFR-asymptoot verder dalen bij ongewijzigde rente. Startend in aanvang van 4,2% naar 2,9% in 2016 tot 1,5% in 2022. KPMG geeft in augustus 2017 een historisch overzicht en een inmiddels hogere verwachting voor de dalende UFR-asymptoot in 2022 tot 2,1%. In de dekkingsgraadgrafiek, zoals bijgehouden door AON, van de pensioenfondsen geeft de rode lijn de swaprente aan en de blauwe lijn de DNB-curve inclusief de UFR-correctie. Duidelijk is te zien in onderstaande referentie hoe de twee grafieken weer steeds dichter bij elkaar komen na de zweef-maatregel op 14 juli 2015.

### Verzekeraars via EIOPA, pensioenfondsen nationaal via DNB
Eind 2016 kwam uit een brief van de regering naar buiten dat de UFR voor verzekeraars veel hoger ligt dan die voor pensioenfondsen. Laatstgenoemde rente wordt inmiddels vastgesteld door DNB, die van verzekeraars altijd door EIOPA.
In 2016 lag de Europees vastgestelde UFR-rentetermijnstructuur voor verzekeraars 1% hoger dan die voor de door DNB bepaalde voor pensioenfondsen. Hiermee behalen verzekeraars een enorm concurrentievoordeel bij het aanbieden van pensioenvoorzieningen. In 2019 is het verschil tussen de vaste EIOPA UFR van 3,9% verder gegroeid ten opzichte van de zwevende Nederlandse UFR van 2,3%. De Pensioenfederatie blijft echter vasthouden  aan nationaal Nederlands toezicht.

### 2019 Commissie Dijsselbloem voor de vijfjaars herijking
Januari 2019 kreeg Jeroen Dijsselbloem de opdracht tot het herijken van de pensioenparameters. Dit dient elke 5 jaar te geschieden. Het gaat vooral om de rekenrente en rekenrendementen. Op 11 juni kwam het advies naar buiten. De UFR termijn start in het advies weer pas na 30 jaar en wordt veel langzamer benaderd. De commissie denkt met haar advies dat in 2021 ingaat de pensioenfondsen gemiddeld 2,5% aan dekkingsgraad te ontnemen.

### 2022 Nieuw advies inzake het oude en nieuwe Pensioenstelsel
De Commissie Parameters 2022 kwam 29 november onder leiding van Femke de Vries uiteindelijk naar buiten met de parameters, UFR-methode en economische en risico-neutrale scenario’s. Deze moeten worden gehanteerd bij diverse wettelijke toepassingen in zowel het huidige pensioenstelsel als ook in het nieuwe pensioenstelsel en de transitie daarnaartoe zoals voorgesteld in de Wet toekomst pensioenen. Op 6 december gaf de Commissie uitleg in de Tweede Kamer. De UFR kan nog slechts in actie komen bij looptijden boven de 50 jaar; daarbeneden is de markt liquide geworden. Op 21 maart 2023 was de commissie te gast in de Eerste Kamer.

## EIOPA en de Risk free interest rate
Voor verzekeraars onderzoekt EIOPA in het kader van de Solvency II-richtlijn een structuur om te komen tot een wiskundige berekening van de risicovrije rente. Ze vraagt daarom op 15 juli 2015 aan belanghebbenden om mee te helpen met de ontwikkeling ervan.
De risk free interest rate ofwel de risicovrije rente is het rentepercentage dat een gelduitlener ontvangt op een lening als er geen kans is dat zijn geldlener niet terugbetaalt. Het moge duidelijk zijn dat zulks slechts een theoretisch concept is waar wiskundig mee gewerkt wordt. Deze rente wordt ook bepaald voor tijdvakken tot 20 jaar, hetgeen buiten de reikwijdte van de UFR valt. Het berekende percentage kan ook heel goed negatief zijn.

## Toekomst UFR
De UFR werd in het leven geroepen wegens het ontbreken van een echte markt voor leningen met een looptijd langer dan twintig jaar. In de nasleep van de kredietcrisis is die markt alsnog ontstaan, waardoor het bestaansrecht van de UFR anno 2022 minder vanzelfsprekend is geworden. Oostenrijk gaf zelfs in 2020 een honderdjarige staatslening uit. Er is dus een markt voor heel langlopende leningen ontstaan.
Iets anders is dat de korte termijnrente maar ook de 10 jaars rente omlaag gemanipuleerd is door de ECB. Twee DNB economen, Menno van de Pol en Nander de Vette, schatten in november 2018 deze manipulatie op minus 3,3%. De onderzoekers schrijven dat de risico-opslag volgens schattingen sinds 2008 is gedaald van 3% naar -0,3%, met als gevolg een inverse yieldcurve.